# ニラ

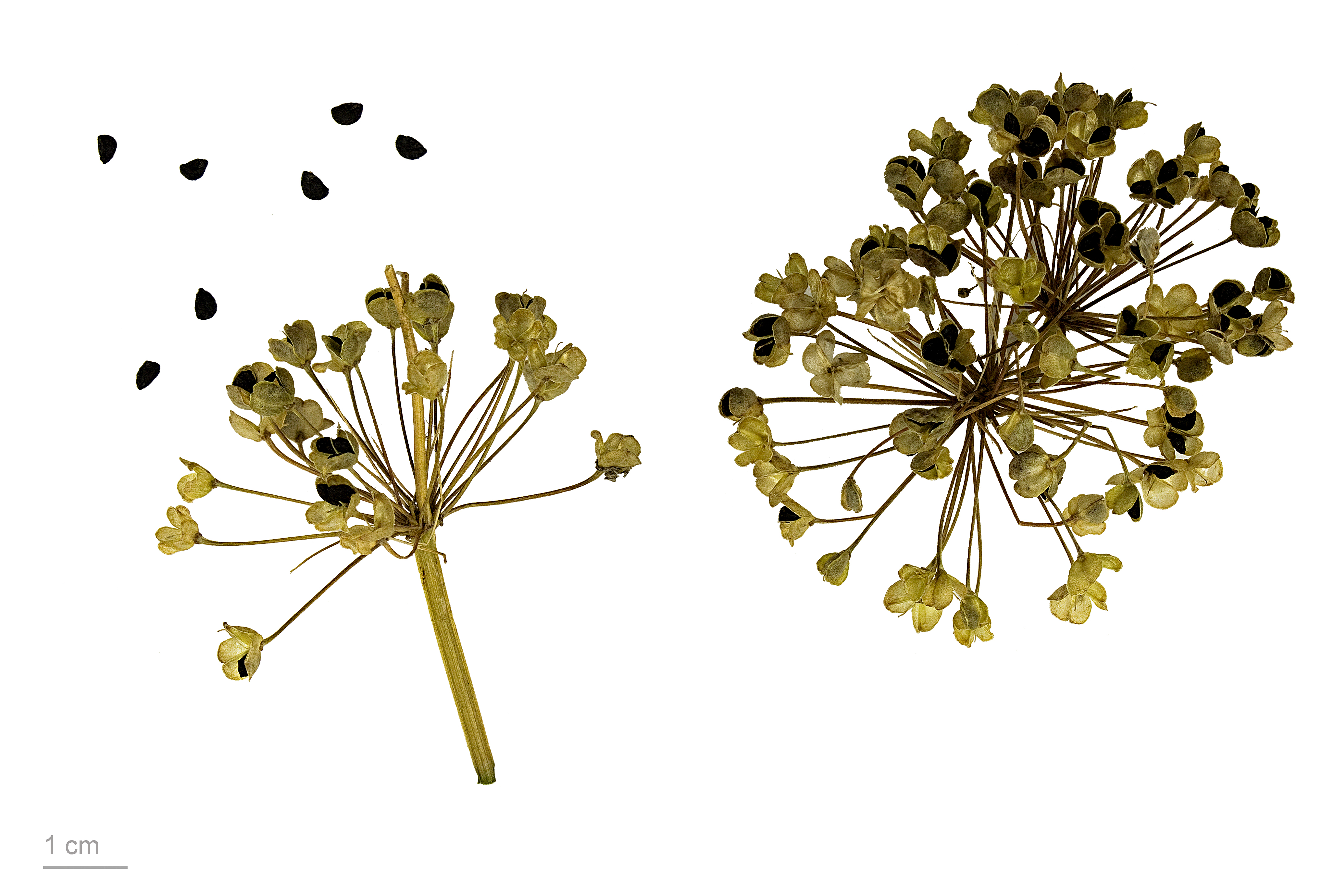
Allium tuberosum

ニラ（韮・韭、学名: Allium tuberosum）は、ネギ属に属する多年草。中国原産で欧米では栽培されておらず東洋を代表する野菜である。五葷・五辛の1つ。

## 名称
『古事記』では「加美良」（かみら）、『万葉集』では「久々美良」（くくみら）、『正倉院文書』には「彌良」（みら）とそれぞれ記載されている。このように、古代においては「みら」と呼ばれていたが、院政期頃から不規則な転訛形「にら」が出現し、「みら」を駆逐して現在に至っている。近世の女房言葉に二文字（ふたもじ）がある。これは、ネギが古語の「キ」にちなんで、同じく女房言葉で「一文字」と呼ばれていたことにちなむ。
別名はフタモジ。日本の地方による方言では、フタモジ（二文字：千葉県上総地方）、ジャマ（新潟県中越地方）、ニラネギ（韮葱：静岡県、鳥取県などの一部）、コジキネブカ（乞食根深：愛知県、岐阜県の一部）、トチ（奈良県山辺郡、磯城郡）、ヘンドネブカ（遍路根深：徳島県の一部）、キリビラ（沖縄県島尻郡）、チリビラ（沖縄県那覇市）、キンピラ（沖縄県那覇市）、ンーダー（沖縄県与那国島）などがある。
英名はチャイニーズ・チャイヴ（Chinese chive）、仏名はアイユオドラン（ail odorant）中国植物名は韮菜（きゅうさい）という。

## 特徴
多年生草本。中国原産で、広く畑に栽培されている。また、野生として空き地や道路脇や畦道や河川敷などに広く分布する。地下には横に連なった小さな鱗茎がある。株の大きさはふつう高さ30センチメートル (cm) 内外、幅20 - 30 cmに広がる。食用とする葉は線形で偏平、濃緑色。
花期は夏（8 - 9月ころ）で、葉の間から30 - 40センチメートル (cm) ほどの1本の花茎を伸ばす。花茎の先端に、半球形の散形花序をつけ、径6 - 7ミリメートル (mm) の白い小さな花を20 - 40個も咲かせる。花弁は3枚だが、苞が3枚あり、花弁が6枚あるように見える。雄蕊（おしべ）は6本、子房は3室になっている。花後に果実を結び、熟すと割れて中から6個の黒色の小さな種を散布する。冬になると地上部のみ枯れ、春になると地上からふたたび葉を伸ばす。
本種の原種は、中国北部からモンゴル・シベリアに自生する Allium ramosum で、3,000年以上前に栽培化されたと考えられる。この種とニラを同一種とみなす場合もある。株分けまたは種によって増やす。
全草に独特の匂いがある。このため、禅宗などの精進料理では五葷の一つとして忌避される。匂いの原因物質は、ニンニクにも含まれている硫化アリル類の一種アリシンである。

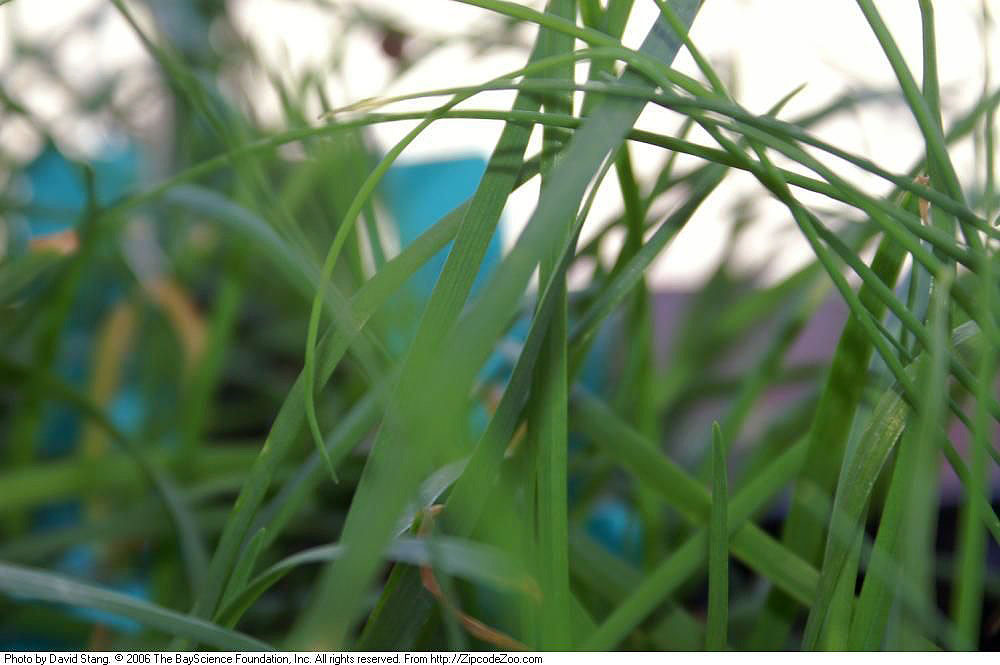
葉は線形
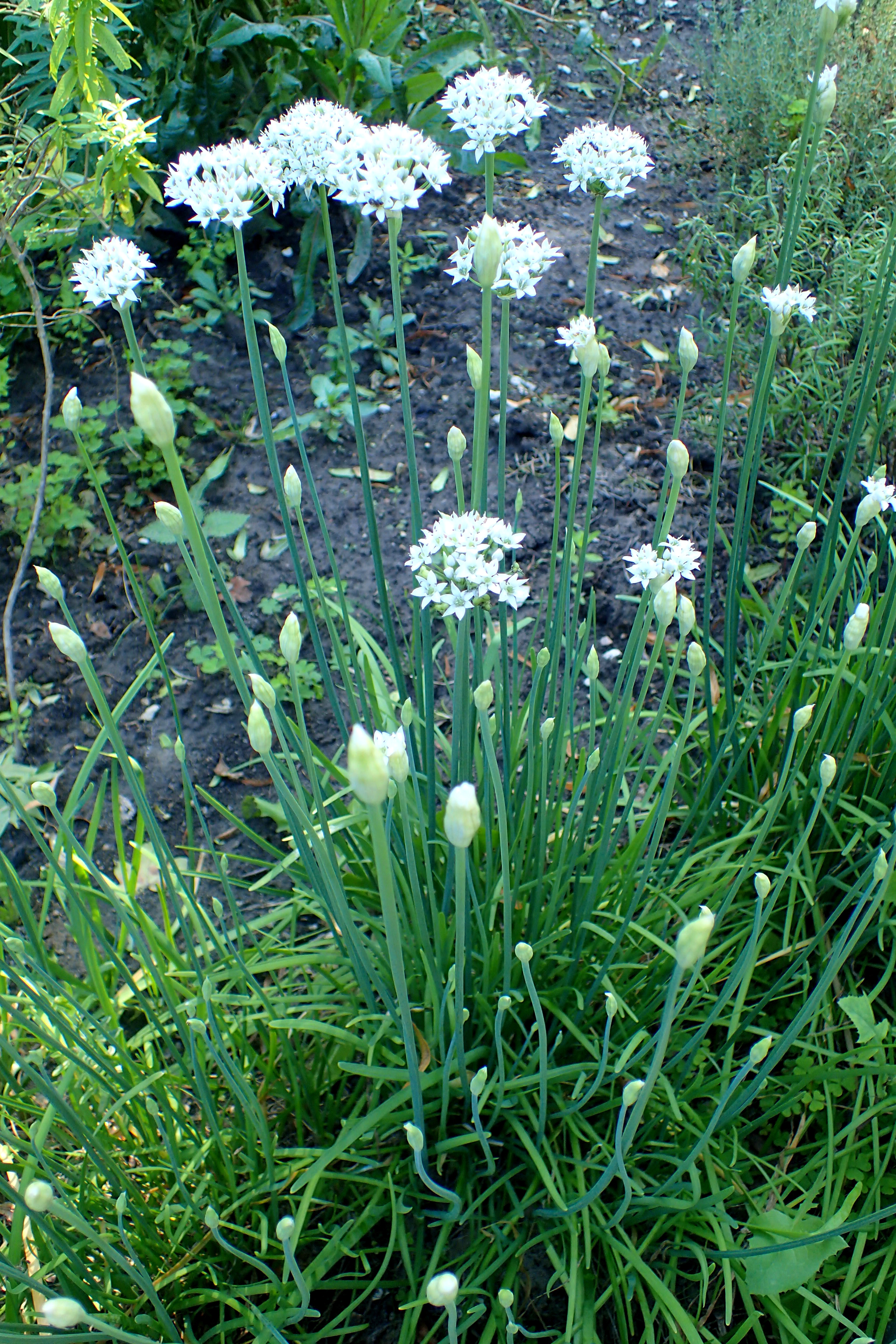
開花期になると、花茎を葉より高く伸ばして花蕾をつける。
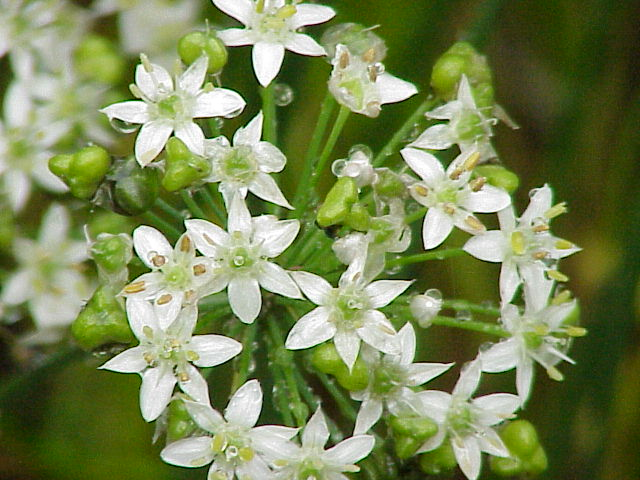
花は散形花序につく。
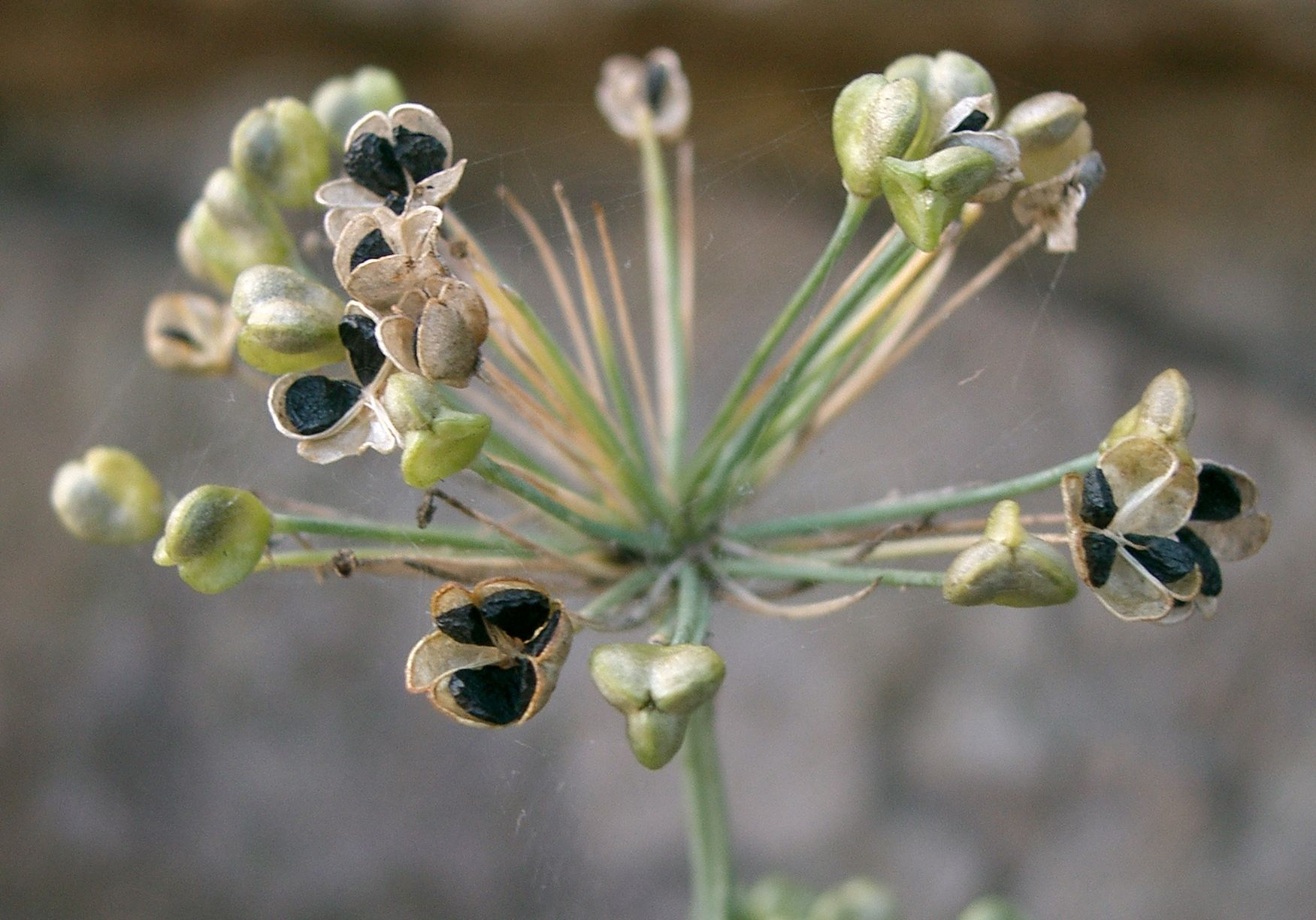
熟した果実の中から黒い種子が散布される。

## 品種
葉の幅が広い大葉ニラ、葉の幅が細い在来ニラに大別される。日本で栽培されるニラは、大葉のグリーンベルト系が主流となっている。周年花芽ができて、薹（とう）立ちするニラの一種を「花ニラ」と称して市販されている。なお、園芸で栽培されるネギ科ハナニラ属のハナニラ（別名：イフェイオン）はニラとは別の植物である。
- 大葉ニラ - 固定種で、葉の幅が広くて濃緑色。休眠が浅く、繰り返し収穫できる[13]。
- ニューベルト - トキタ種苗が育成した品種で、葉は広幅で分蘖力が強く、連続収穫できる。丈夫に育つことから、家庭での栽培にも向いている[13]。
- ミラクルグリーンベルト - 武蔵野種苗園が育成し、葉は広幅で肉厚、茎元が太く仕上がる高品質な品種。秋冬の葉は特に美味といわれている[13]。
- 広巾にら - タキイ種苗育成品種で、葉の幅が広く、再生力が強くて育てやすい。耐暑性・耐寒性ともに優れ、周年栽培が可能[13]。
- テンダーポール - 花ニラ用の品種。香味野菜として、初夏から晩秋にかけて薹立ちする若い蕾のついた花茎を収穫する[14]。
- ニラむすめ - 武蔵野種苗園が育成した花ニラ用の品種で、太くて長い花茎が次々と収穫できる。空洞が少ないうえ、甘みが強く歯触りがよい[14]。

## 栽培

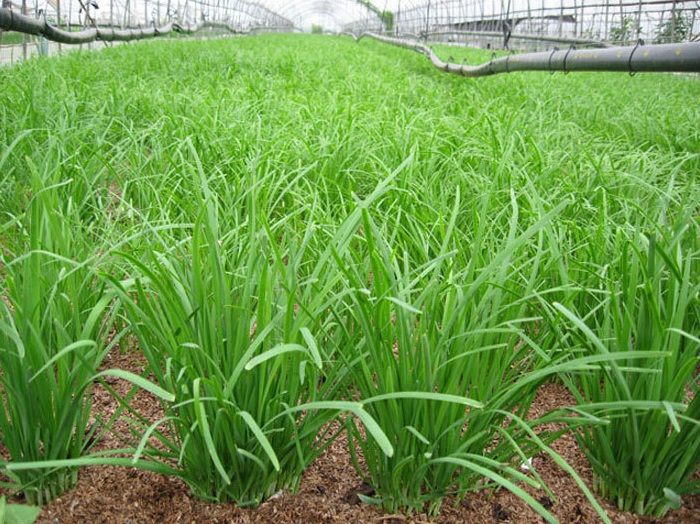
畑で栽培されているニラ

ニラは一度植えたら繰り返し収穫でき、数年栽培できる野菜である。強健で育てやすく、刈り取った後からすぐに新葉は伸び、春から夏の生育がよい4 - 9月ごろが葉の収穫期とされ、冬は休眠させるようにする。栽培に適した土壌酸度は pH 6.0 - 6.5で、栽培適温は15 - 23度、発芽適温は15 - 25度とされている。冷涼な気候を好み、休眠状態で越冬するので、耐寒性は極めて強い。栽培期間は長いので、栽培場所は条件のよい場所を選ぶことと、元肥として良質な堆肥を十分施してから苗を植える。種から育てることはできるが、初期の生育は遅く、初収穫までには半年以上かかる。種まきから1年目は収穫せずに、2年目、3年目に収穫するとよい。4 - 5年ほど繰り返し収穫も可能で、葉は1年間で4 - 5回ほど収穫することができる。一般家庭ならば、プランターを使ってニラ栽培も可能であるが、根が混み合って生育が悪くなりやすい。2年目から収穫量が増えるが、3 - 4年育てると根が混み合って葉は細くなって品質が劣ってくる。そのため、2月下旬 - 3月上旬の休眠期に掘り上げて、茎が3 - 4本つくように株元を分割して植え直すと、さらにまた収穫できるようになる。輪作年限は2年とされる。
苗をつくる場合、畝をつくった畑に堆肥や肥料を入れて耕し、溝をつくって種を筋まきして薄く覆土する。途中、2 - 3回間引きしながら、草丈が20 - 25センチメートル (cm) になるまで育て、定植直前に根を切らないように苗を掘りとる。無病で2本に分蘖した勢いのある良苗を選んで定植する。ネギ類の連作を避け、ニラは多湿を嫌うため、石灰と堆肥、肥料などをすき込んだ水はけのよい土地に植えられる。
苗の植え付けは春（5 - 6月）に行い、畑に植え溝を掘って株間を15 cmほどあけて、1箇所に苗2 - 4本ずつまとめて深めに定植する。植え付けした年は、収穫も追肥も行わずに、土寄せだけを行って株を大きく育てる。2年目以降、春から夏の生長期間は肥料切れを起こさないように、2週間から1か月に1回ほど追肥も行うこともある。追肥によって一度葉を勢いよく伸ばしたあと捨て刈りし、再び出てきた葉を収穫すると品質のよいものが得られる。春から初夏は、草丈25 - 30 cmになったところで葉を収穫できるようになる。収穫の目安は、地際から5 cmほど残して鎌などで刈り取るようにすると、収穫2 - 3週間後には、再び葉は伸びてくる。初秋までのあいだは繰り返し収穫できるが、夏に花茎を伸ばして蕾が出てくると葉が固くなるため、花茎を蕾のうちに早めに摘み取って株の疲れを防止するようにし、夏場の収穫は控えられる。折り取った花茎は花ニラとして食べることができる。株の勢いが弱まってきたら、古い葉や薹立ちした花茎を地上4 - 5 cmのところで刈り捨て、揃いのよい新芽を出させる。刈り取って収穫したあと、少量追肥して中耕し、勢いのよい芽を萌芽させると、2 - 3年繰り返し栽培できる。冬になると寒さで地上部が枯れたら枯れ葉を切り取り、翌春の葉の収穫を控えて、株の周辺に堆肥をまいて地下部を充実させるようにする。
分蘖により株が大きくなって根元が混み合って、株自体が疲れてきたら株分けの時期で、株の更新を行う。3年目の4月、または9月が株分け時期の目安になる。できるだけ根を切らないように、株を根ごと掘り上げて、株元を割るように茎を2 - 3芽ずつに分けて、新しい場所に植え直して1年目の苗の植え付けと同要領にて育てていく。
花ニラを収穫する場合は、1年目は薹立ち部分を刈り捨てて、株に勢いをつけてから翌年に収穫する。2年目からは、花茎が伸びてつぼみが膨らみかけたころに、花茎のやわかい部分から手で折り取って収穫する。取り遅れると、花茎がかたくなって、著しく品質が低下する。花茎を1年間で5 - 6回取り続けると、株が疲れてくるので、新しい株を育てておいて更新するのがよい。
病虫害として、アブラムシやアザミウマがついたり、さび病にかかる場合がある。
第二次世界大戦中、東京都は各家庭でカボチャをはじめとした野菜の栽培を奨励した。この際、ニラは日陰で栽培できる作物として、今まで使っていない土地でも栽培するするよう奨励した。

## 生産
日本国内の生産量は約6万トンで、全生産量の4割超を1位の高知県と2位の栃木県が占め、次いで茨城県、群馬県、宮崎県、福島県、北海道が続く。
ニラの生育に適した温暖な気候で知られる高知県香南市や、餃子の街である栃木県宇都宮市の周辺などが主な産地として知られる。

## 利用
他のネギ属の植物と同じく古くは薬効を期待して利用された植物で、野菜としての消費が増えたのは第二次世界大戦後といわれている。中国では薬膳に、日本でも薬用に使われるなど古くから親しまれてきた緑黄色野菜で、β-カロテンの含有量が高く疲労回復や健康増進にも効果があるとされ、炒め物や卵とじなど、様々なスタミナ料理に利用されている。

### 食材
緑黄色野菜に分類される。野菜としての旬は4 - 8月とされ、茎はしっかり弾力があり、葉は鮮やかな緑色でつやがあり、葉先がしっかりして、肉厚で幅が広いものが良品とされる。
主に食材にする緑色の葉ニラのほか、花ニラ、黄ニラがある。生であると、ニラ特有の臭みがあるが、加熱すると刺激臭は和らぐ。
葉ニラ
一般的にニラとよばれるもの。緑の葉をそのまま食用とするものを葉ニラという。同じ株から何度も収穫できるが、最初に収穫されたものが最も味が良く、成長しすぎたものは繊維がかたい。
黄ニラ
遮光して栽培したものを黄ニラという。ニラの芽が出る前の根株に覆いを被せて光を制限することで軟白化したもので中華料理の食材となる。ニラモヤシともよばれている。ニラ特有の臭みが抑えられており、より柔らかく甘みがある。日本では岡山県が主産地である。2月12日は「黄ニラの日」とされている。岡山県では4-10月が露地栽培で、11-3月では閉山後の柵原鉱山の坑道を使った坑道農業で生産されている。
花ニラ
ニラの若い花茎で花ニラという。シャキッとした食感で、香りは葉ニラよりも穏やか。花ニラ専用の品種が栽培されている。日本で主に栽培されているのは、台湾から伝わったテンダーポールという栽培品種である。ハナニラ属 (Ipheion) のハナニラは別種である。

### 調理

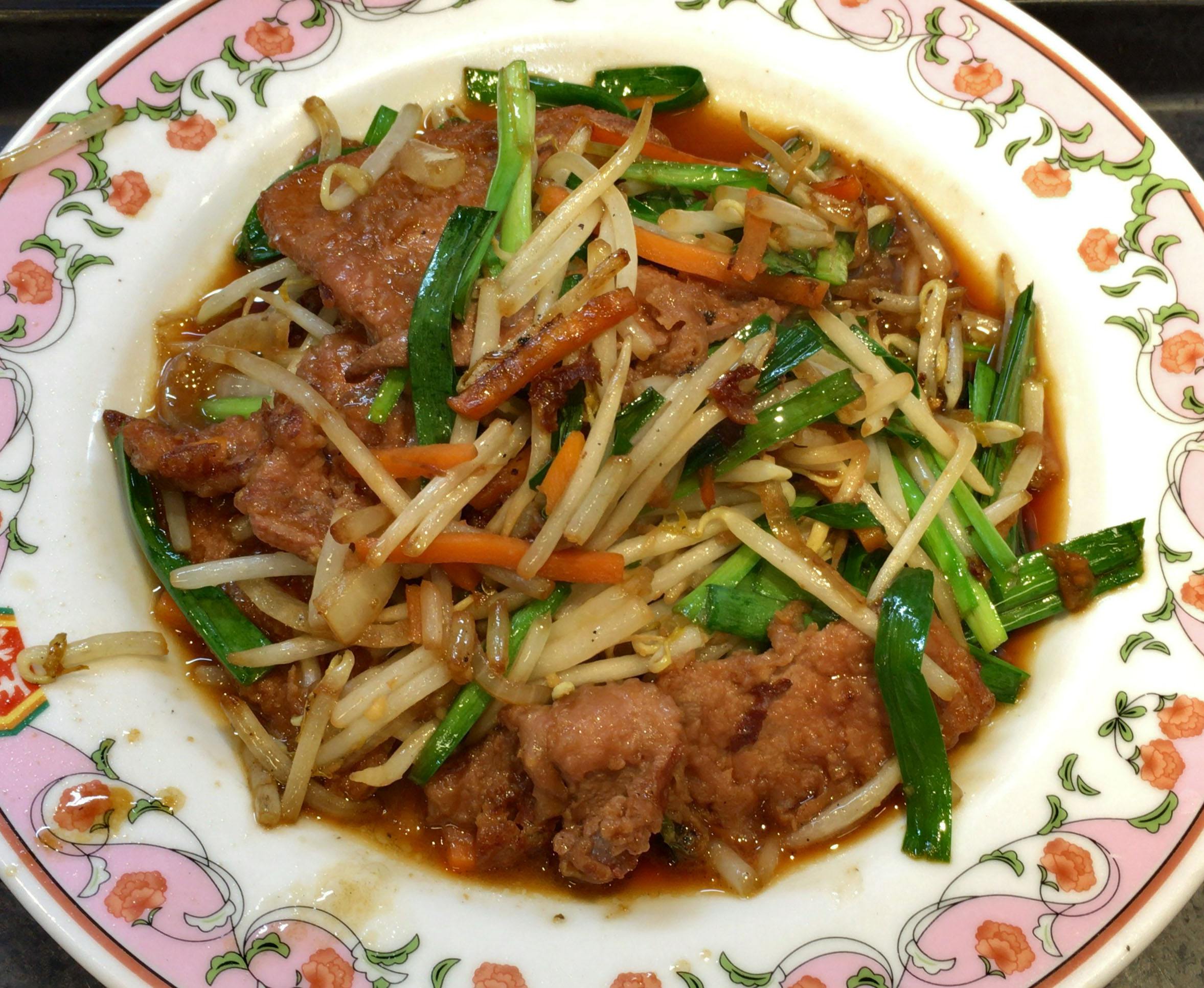
レバニラ炒め

細長くまっすぐに伸びた葉は加熱すると柔らかく、和食で汁の実や薬味、おひたし、炒め物などにするほか、中華料理や朝鮮料理によく用いられる。若い花芽も、おひたしや炒め物として食べられる。
中華料理では、単独や他の野菜や肉と合わせた炒め物、レバーと炒め合わせた物（レバニラ炒め、またはニラレバ炒め）、焼きそば（「韭菜炒麺」）、餃子の具、ニラ饅頭（点心）、春巻き（黄ニラ）、ニラの卵とじなどがポピュラーな用途である。春節（旧正月）には、黄ニラと豚肉を使った春餅の料理を食べる。北京料理では、羊肉しゃぶしゃぶの薬味のひとつとして、ニラの花の塩漬けが用いられる。
郷土料理では、岡山県で、黄ニラが寿司の具としても用いられる。栃木県鹿沼市などでは、蕎麦の具として茹でたニラを添えた、ニラ蕎麦がある。大分市周辺には、ニラを豚肉やキャベツとともに炒めたにら豚や、ニラを主な具とするニラチャン（ニラちゃんぽん）という麺料理がある。

### 栄養
栄養価が高く、ニンニクと並びスタミナが付く食材として利用されている。特にβ-カロテンが可食部100グラム (g) 当たり3500マイクログラム (μg) とかなり豊富で、ビタミンC、ビタミンK、カルシウム、リン、鉄、葉酸などの栄養素に富む。野菜にはあまり含まれることがないビタミンEも富んでいる。カロテン、ビタミンEは葉の緑が濃い部分に多く含まれる。ただし、日に当てないで育てた黄ニラの場合では、すべての栄養素で葉ニラに劣り、食物繊維だけは豊富である。
匂い成分の硫化アリル類の一種アリシンが豚肉やレバーに多く含まれるビタミンB1と結合してその吸収を良くし、糖質の分解を促進する効果があり、代謝機能、免疫機能を高め、疲労回復に役立といわれている。アリシンはニラの根元の白い部分に多く含まれており、殺菌作用があり、血液循環を促して、新陳代謝を活発にする働きがあるとされる。

### 保存
野菜としてのニラは、すぐに傷みやすく長期保存ができない。保存するときは、根元を濡らしたペーパータオルなどで巻いて、ポリ袋に入れるかラップで包んで、冷蔵庫に入れておく。

### 生薬
全体に、ニンニクの成分であるアリインに似たアリルスルフィドという含硫化合物の精油成分を多く含む。この成分は、炎症を鎮め、汗を出して熱を下げる作用があるといわれている。ニラに含まれるアリシンは、血液を固まりにくくする働きもあり、血栓ができにくくし、脳や心臓の血管が詰まるという致命的な病気のリスクを下げる効果が期待できる。
身体を温める薬草で、茎葉を採取して陰干しにしておいたものが韮白（きゅうはく）といって、健胃、下痢止め、滋養強壮に役立つとされる。生葉は韮菜（きゅうさい）ともよんでいる。また、9月ころ花が終わって自然落下する前の種子を採取して日干しにしたものが生薬となり、韮子（きゅうし）と呼んで、腰痛、遺精、頻尿に用い、賛育丹などに配合される。
民間療法では、韮白を1日量10グラム、水600 ccで半量になるまで煎じて、食間に3回に分けて服用する用法が知られる。生の茎葉を汁物や味噌和え、粥や雑炊などに入れてふつうに食べても同様の効果が期待できる。風邪の初期には、茎葉を細かく刻んでそばやうどんの薬味にして食べてすぐ就寝すると、汗を出して熱を下げる発汗解熱の効果がある。下痢や頻尿のときは、乾燥した韮子（種子）を1日量3 - 10グラム、水400 - 600 ccで煎じて食間3回に分けて服用すると良いといわれている。足や腰を温めるため、頻尿や夜間尿に効果があり、尿漏れやインポテンツにもよく、しゃっくりを治すといわれている。ただし、手足がほてる人や、顔がのぼせやすい人へは、服用禁忌とされる。
切り傷や擦り傷には、生葉や鱗茎を細かくちぎって手でもみ潰して患部につけると、止血の効果がある。

## 注意点（類似の有毒植物、動物への毒性）
類似の有毒植物
形状や色がよく似たスイセンの葉をニラと間違えて食べ、中毒になった例がある。
そのほか、スノーフレーク（スズランスイセン）、キツネノカミソリ、ゼフィランサス（タマスダレ）などの有毒植物とも間違われる。
動物への毒性
タマネギと同様にイヌやネコなどの動物が食べた場合には、アリルプロピルジスルファイドによって血液中の赤血球が破壊され、血尿、下痢、嘔吐、発熱を引き起こすことがある。

## 文化
「韮」は春の季語である。ただし、「韮の花」は夏の季語である。
中国語では、株式で失敗した個人投資家が引退しても新たな挑戦者が出てくることを収穫しても即生えるニラに例え「割韭菜」と呼び、その他の領域でも使われるようになった。

## 和名に「ニラ」を含む種
ネギ亜科の別属にも、和名に「ニラ」を含むものがあるが、本種とは近縁ではない。
- ニラモドキ Nothoscordum bivalve
- ハタケニラ Nothoscordum fragrans
- ハナニラ Ipheion uniflorum - 先述の花ニラ（花茎とその先につく蕾の部分を食用とする野菜のニラの一種）とは区別される別種の園芸植物で食用にはできない[31]。